# Ilmenau
Ilmenau este un oraș din Turingia, Germania.